# Olkaria
Olkaria és un estratovolcà situat al sud del llac Naivasha, en la Gran Vall del Rift de Kenya, Àfrica.
És geotèrmicament actiu i s'està utilitzant per a generar grans quantitats d'energia elèctrica neta. La regió té un potencial estimat de 2.000 MW. Això és gairebé el doble de l'electricitat necessària per a tot el país durant l'any 2008/2009.

## Topografia
El mont Olkaria té 2 km d'ample i s'eleva a 340 metres per sobre el sòl del Rift. Un estret congost, que travessa el complex amb penya-segats de fins a 200 metres d'alt, es va formar per l'aigua que sortia del llac Naivasha durant un període en el passat, quan els nivells d'aigua eren molt més alts que en l'actualitat.
La zona volcànica d'Olkaria està a uns 120 km de Nairobi. Es troba al sud del volcà complex Ol Doinyo Eburru i al nord del volcà Suswa; és al marge occidental de la vall del Rift i a l'oest del Mont Longonot, un estratovolcà. La zona volcànica cobreix 240 km².
El complex geotèrmic i les plantes d'energia es troben dins del Hell's Gate National Park (literalment Parc Nacional de la porta de l'infern).

## Geologia
La superfície d'Olkaria està dominada per un dom de riolita peralcalina i camps de lava. El complex conté molts centres d'activitat volcànica que sovint esclaten en petits volums. Hi ha almenys vuitanta centres d'aquest tipus d'activitat, majoritàriament fluxos de lava gruixudes o escarpada i doms piroclàstics.
La roca d'Olkaria obtinguda a 1.000 metres de profunditat mitjançant un pou de sondeig té al voltant de 450.000 anys, però les roques de la superfície no tenen més de 20.000 anys. La seqüència més antiga exposada és la formació de pantel·lerita Ol Njorowa de roques piroclàstiques i fluxos de lava. Això es creu que està relacionat amb una caldera d'11x75 km que es va col·lapsar, però va quedar restes d'una fractura anul·lar. El magma té una àmplia gamma de composicions que representen les diferents fases després que la caldera col·lapsés. Tot i que les datacions no són precises, sembla que les roques més antigues daten d'abans de 9.000 anys abans del present, mentre que les roques més joves en la formació en l'Olobutot són d'entre 130 i 230 anys.

## Energia geotèrmica
Olkaria es troba dins de la subconca del llac Naivasha, conegut per les seves aigües termals, zones termals i fumaroles. Més al nord, el llac Bogoria té fumaroles de vapor i guèisers amb temperatures de fins a 96 °C. També hi ha fumaroles de vapor a Njorowa Gorge, en Olkaria.
En els dipòsits subterranis s'han mesurat temperatures de 280 °C a prop d'Eburru i 340 °C a Olkaria. Les zones de producció geotèrmica d'Olkaria estan a una profunditat entre 750 i 1.000 m, i més avall entre 1.100 i 1.300 m per sota de la superfície.
És possible que l'aigua subterrània del llac Naivasha estigui alimentant la reserva geotèrmica d'Olkaria, i això ha causat preocupació, ja que el llac s'ha anat reduint de mida recentment. No obstant, l'absència de triti en el vapor mostra que l'aigua triga almenys cinquanta anys per viatjar des del llac, si és realment la font.

## Explotació
La primera exploració geotèrmica d'Olkaria començar el 1955. El 1959 van ser perforats dos pous fallits. El 1967, es van perforar 27 pous de poca profunditat fins a 61 m, alguns dels quals van emetre vapor. A partir de 1970, la Kenya Power Company (actualment Kenya Electricity Generating Company, o KenGen) i el United Nations Development Programme van començar a fer esforços sistemàtics per a estudiar i explotar el potencial geotèrmic de la regió.

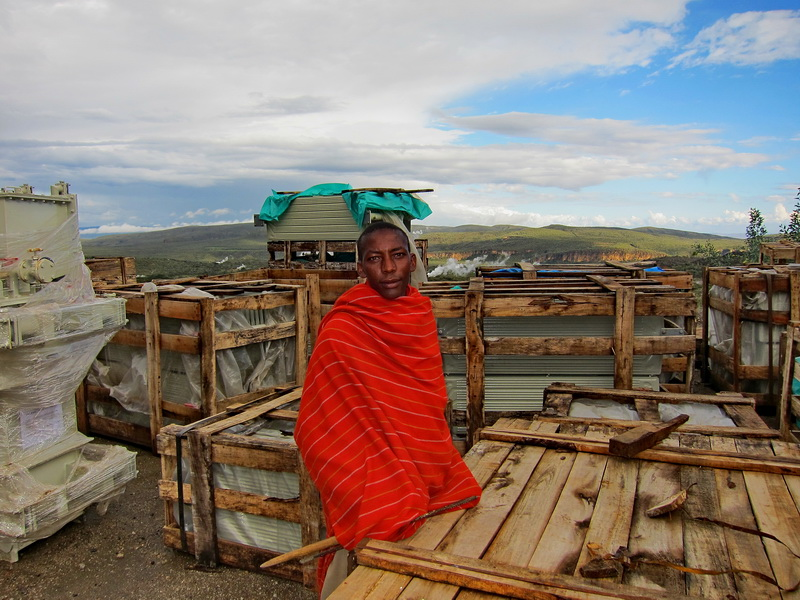
Home massai en Olkaria. Algunes comunitats locals s'han hagut de desplaçar degut a la construcció de centrals geotèrmiques

Es van perforar pous de producció, i la generació comercial d'electricitat va començar al juliol de 1981 amb una planta construïda per Mitsubishi Heavy Industries que conté un turbogenerador de 15 MW. Una segona turbina de 15 MW va entrar en funcionament el desembre de 1982 i una tercera al març de 1985, de manera que la producció total és de 45 MW, dels quals 3.3 MW s'utilitzen per a alimentar la pròpia estació. El 1999 ja s'havien perforat trenta pous de producció, dels quals vint eren productius, produint cadascú entre 1,5 MW i 8 MW. En l'actualitat, s'utilitzen 15 pous per alimentar l'estació Olkaria I.
Arran de la creixent demanda d'energia, es va construir una segona estació geotèrmica, Olkaria II, amb una capacitat de producció de 105 MW (5.2 MW s'utilitzen per a alimentar la pròpia estació). Està alimentada per 3 turbines Mitsubishi, cadascuna capaç de generar 35 MW. El vapor s'obté a partir de 22 pous, cadascun s'estima que produeix de 35 tones de vapor per hora.
Es va construir una tercera estació d'energia amb capacitat de 48 MW, Olkaria III, de propietat privada per una subsidiària d'Ormat Technologies. La planta Olkaria III utilitza convertidors refrigerats per aire, que asseguren que no es descarrega vapor a la superfície. Aquesta nova tecnologia fa que tingui menor impacte en el medi ambient qualsevol energia generada a Kenya. El projecte serà probablement qualificat pels drets d'emissió, sota el Clean Development Mechanism del Protocol de Kyoto. Al febrer de 2010, Ormat anunciar plans per a augmentar la capacitat de la planta fins a 100 MW.
El 2005, la KenGen va planificar la construcció d'una quarta planta.
La National Environmental Management Authority (Autoritat Nacional de Gestió Ambiental) va aprovar una avaluació d'impacte ambiental i social, inclòs el reassentament d'algunes comunitats massai.
Al desembre de 2010, el Banc Europeu d'Inversions va recomanar atorgar un finançament parcial per a un projecte per a ampliar Olkaria I i construir Olkaria IV, afegint 280 MW a la seva capacitat.
La KenGen estima que la zona té un potencial total de 2.000 MW.